# Chrysosoma vittatum
Chrysosoma vittatum är en tvåvingeart som först beskrevs av Christian Rudolph Wilhelm Wiedemann 1819.  Chrysosoma vittatum ingår i släktet Chrysosoma och familjen styltflugor. Inga underarter finns listade i Catalogue of Life.